# Думбрава (Молдова)
Думбрава (рум. Dumbrava) — село в складі муніципію Кишинів в Молдові. Входить до складу сектора Буюкань та до складу комуни, адміністративним центром якої є село Трушень.